# Om Jai Jagadish
Pour plus de détails, voir Fiche technique et Distribution.
Om Jai Jagadish est un film indien d'Anupam Kher sorti en 2002. Les rôles principaux sont tenus par Rehman Waheeda, Anil Kapoor, Fardeen Khan et Abhishek Bachchan. La musique est composée par Anu Malik.

## Synopsis
Anil Kapoor joue l'aîné de trois frères, Om, un homme mûr et raisonnable qui est une figure paternelle pour ses deux cadets : Jai (Fardeen Khan) et Jagdish (Abhishek Bachchan). Il travaille pour une compagnie de musique et a un œil pour repérer les talents exceptionnels. Il a épousé à Ayesha (Mahima Chaudhry), qui travaille avec lui. Jai a un esprit créatif et aspire à concevoir et à fabriquer une nouvelle voiture qui va changer l'industrie automobile. Il est éperdument amoureux de Neetu (Urmila Matondkar), prétentieuse héritière d'une riche famille. Jagdish (Abhishek) quant à lui est un étudiant expert en informatique. Il est amoureux d'une camarade de sa classe, Pooja (Tara Sharma).
Om a pleinement confiance dans le génie de Jai et n'épargne aucun effort pour lui donner une bonne éducation. Pour cela, il fait un emprunt important qu'il a le plus grand mal à rembourser. Et quand Jagdish exprime son désir de faire un cours d'informatique coûteux, Om n'a pas d'autre choix que de dire non. Les choses s'aggravent quand Jagdish est accusé de piratage informatique et qu'Om le met à la porte. Jai part également, ayant obtenu un bon emploi aux États-Unis. Incapable de rembourser ses dettes, Om est contraint de vendre la demeure familiale. Mais ses deux frères vont venir à son secours.

## Fiche technique
- Titre : Om Jai Jagadish
- Réalisateur : Anupam Kher
- Scénario : Rahul Nanda
- Musique : Anu Malik
- Chorégraphie : Ahmed Khan
- Direction artistique : Sabu Cyril et Samir Chanda
- Photographie : Johny Lall
- Montage : Apurva Asrani
- Production : Vashu Bhagnani
- Langue : hindi
- Pays d'origine : Inde
- Date de sortie : 19 juillet 2002
- Format : Couleurs
- Genre : comédie dramatique
- Durée : 172 minutes

## Distribution
- Waheeda Rehman : Saraswati Batra
- Anil Kapoor : Om Batra
- Urmila Matondkar : Neetu
- Fardeen Khan : Jai Batra
- Mahima Chaudhry : Ayesha
- Abhishek Bachchan : Jagadish Batra
- Tara Sharma : Puja
- Parmeet Sethi
- Anu Kapoor
- Raju Kher : Giri
- Satish Shah
- Rakesh Bedi
- Shishir Sharma
- Rajesh Khera
- Anjan Srivastava
- Tiwari Brijesh : M Ramani
- Cyrus Sahukar
- Achint Kaur
- Lilette Dubey : mère de Neetu
- Arun Bali